# Rue Jacques-Henri-Lartigue
La rue Jacques-Henri-Lartigue est une voie située dans le quartier Saint-Victor du 5e arrondissement de Paris.

## Situation et accès
La rue Jacques-Henri-Lartigue est desservie à proximité par la ligne 10 à la station Cardinal Lemoine.

## Origine du nom
Elle a été dénommée ainsi en hommage au photographe Jacques Henri Lartigue (1894-1986).

## Historique
Anciennement partie en impasse de la rue d'Arras située au-delà de la rue Monge et de l'ancienne voie N/5 donnant sur la rue du Cardinal-Lemoine, la rue fut restructurée et prolongée vers 1995, avec les travaux de l'îlot d'Arras, du ministère de l'Enseignement supérieur et de la Recherche et de l'Institut Auguste-Comte.

## Bâtiments remarquables et lieux de mémoire
- Les locaux de l'ancienne École polytechnique.
- L'Institut Auguste-Comte.
- Vestiges de l'enceinte de Philippe Auguste.

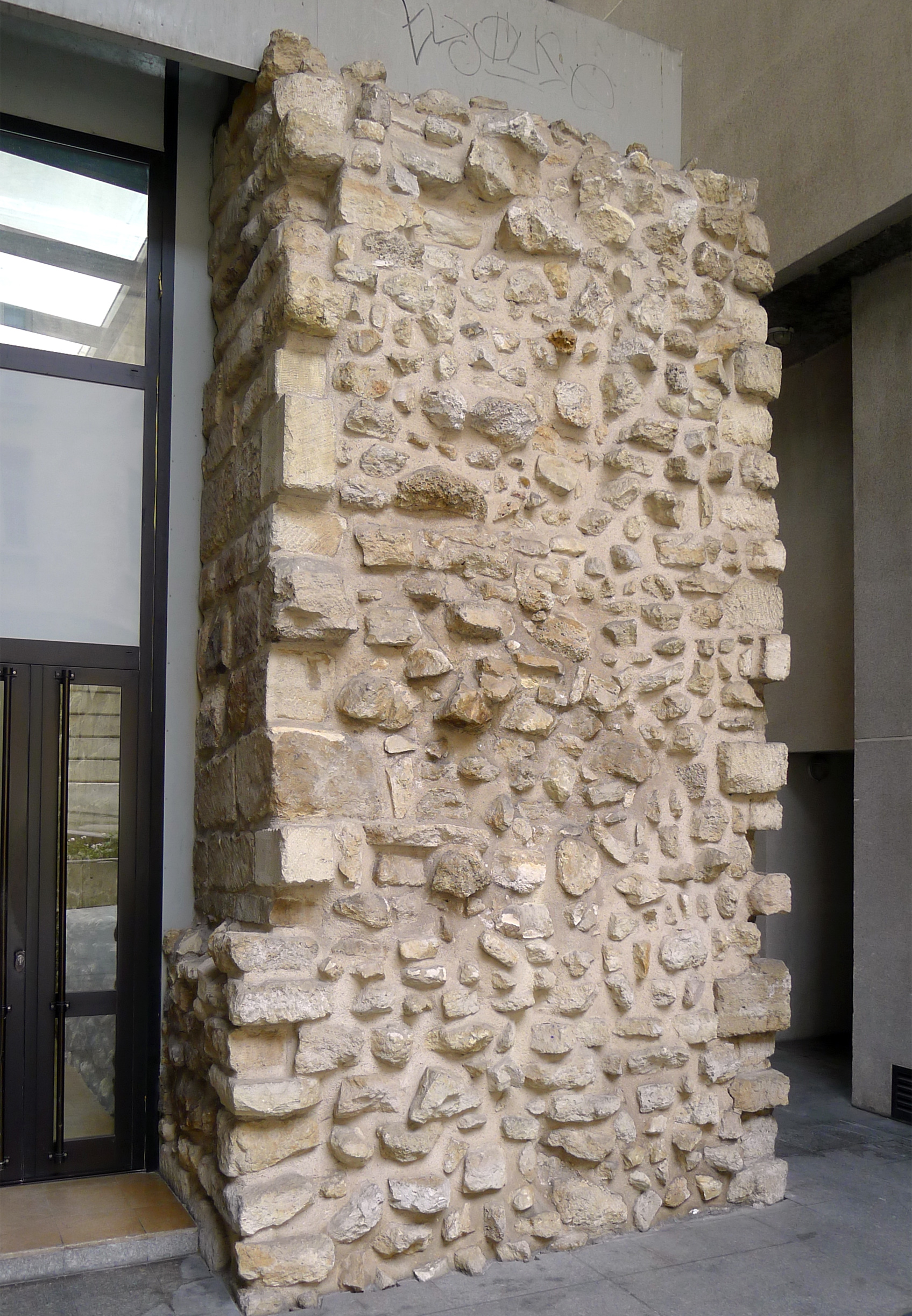
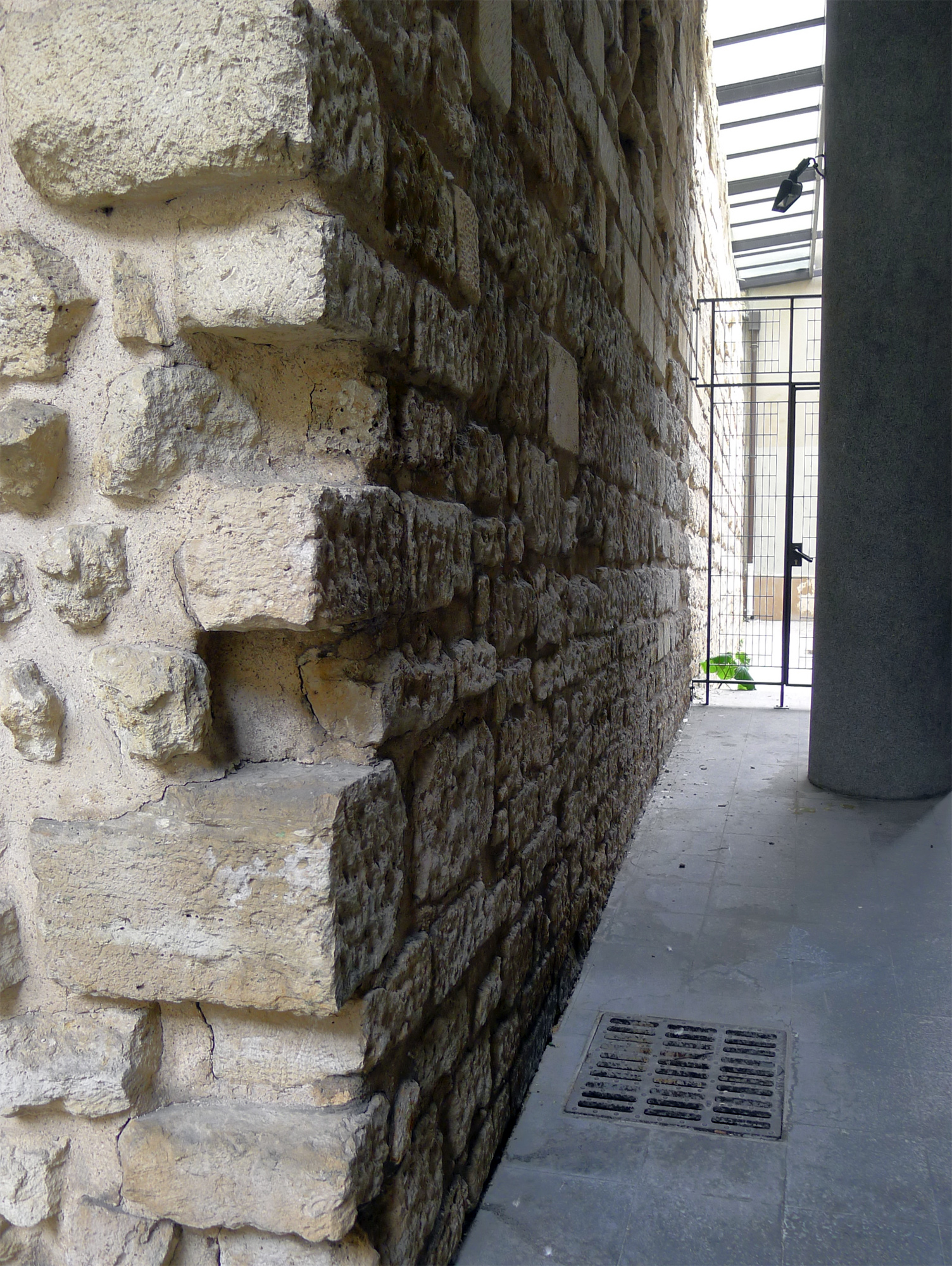
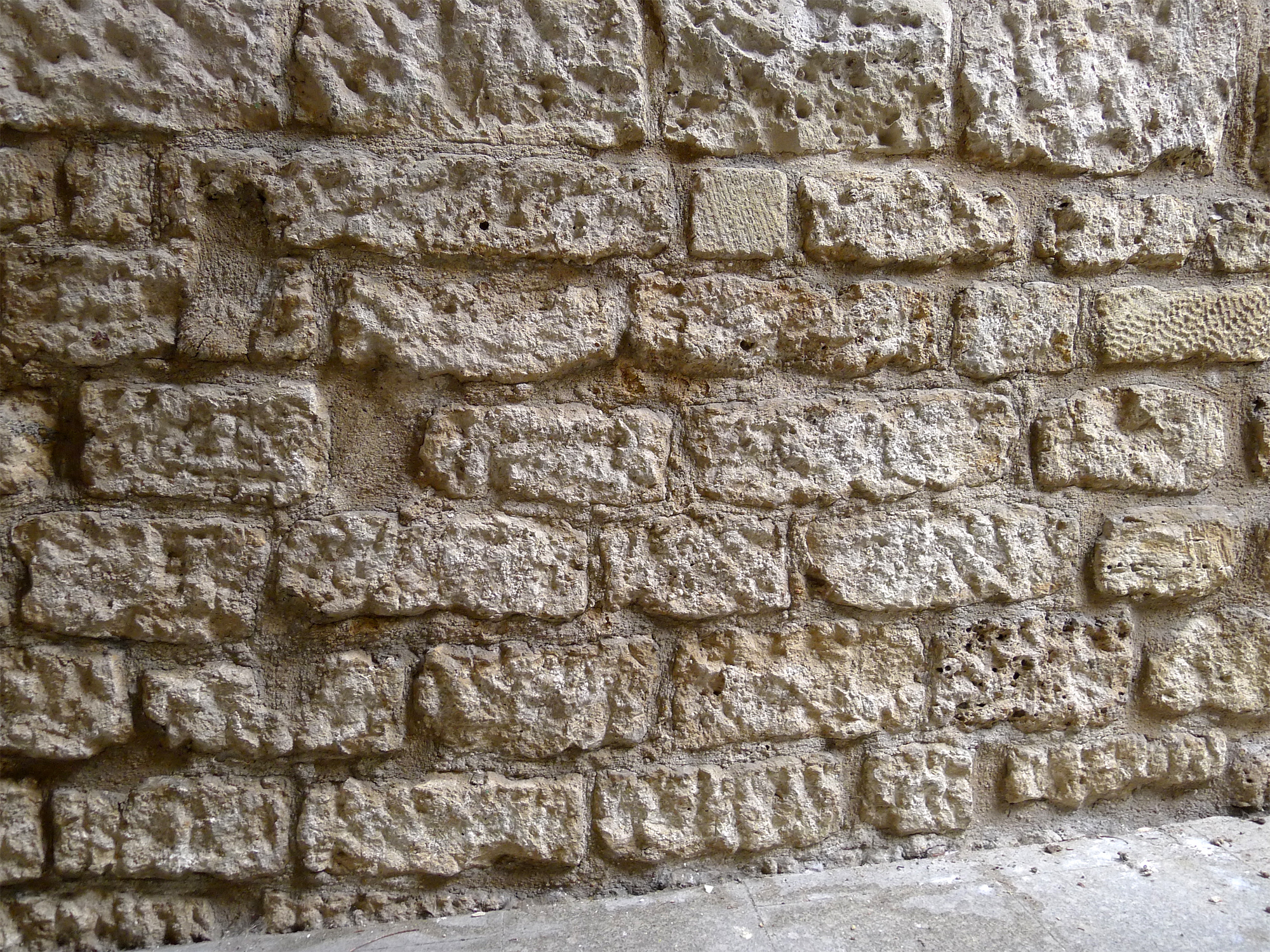
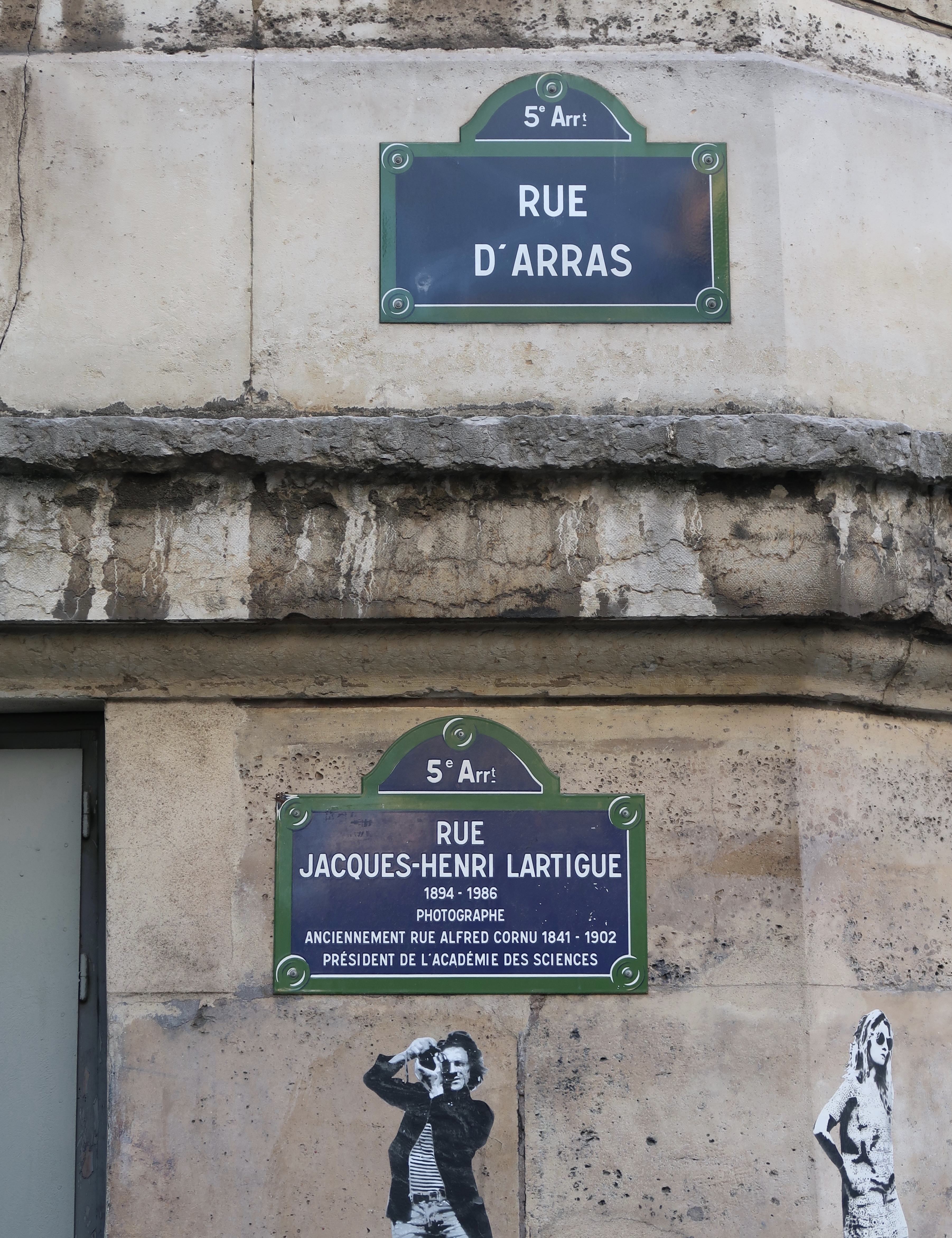
Plaques.